# Duong luat
Đường luật är det vietnamesiska namnet på den versform som på kinesiska kallas shi - fyra närbesläktade versmått som uppstod i Tangdynastins Kina (618–907 e.Kr.) och fram till den fria versens genombrott på 1900-talet var bland de viktigaste versmåtten i både Vietnam och Kina. I Vietnam skrevs Đường luật på såväl vietnamesiska som kinesiska. 
Versen är ganska strängt reglerad och Đường luật har därför ofta ansetts vara det förnämligaste versmåttet av alla. Av samma skäl har förespråkare för fri vers ofta framhållit just Đường luật som en tvångströja det gällde att göra sig kvitt. I Vietnam har man dessutom betraktat Đường luật som ett exempel på överdrivet förfinad kinesisk hovkonst och ställt den i motsats till mindre hårt bundna inhemska versformer som till exempel lục bát. Med större förståelse har andra liknat Đường luật vid en liten tavla, där man inom en trång men vacker ram tecknar en ögonblicksbild ur tillvaron. Såvitt bekant finns inga översättningar av vietnamesisk Đường luật utgivna på svenska, men det finns flera samlingar av kinesisk lyrik i svensk tolkning. En del av dessa innehåller också de kinesiska originaltexterna så läsaren kan följa med i versmåttet, som till stor del är shi, alltså kinesisk Đường luật.

## Typer av Đường luật.
Det vietnamesiska ordet Đường luật kommer av kinesiskans Tánglǜ 唐律, där Táng är namnet på Tangdynastin och lǜ betyder regler, i detta sammanhang särskilt regler för tonscheman i vers. På kinesiska använder man oftare uttrycket jìntǐshī 近體詩 vers i ny form för att skilja den från de versmått som fanns redan före Tang.
Đường luật är ett samlingsnamn på fyra versmått:
- sjustavig åttarading (thất ngôn bát cú 七言八句)
- femstavig åttarading (ngũ ngôn bát cú 五言八句)
- sjustavig fyrarading (thất ngôn tứ tuyệt 七言四絕)
- femstavig fyrarading (ngũ ngôn tứ tuyệt 五言四絕)

På kinesiska brukar man kalla åttaradingarna för lǜshī 律詩 och fyraradingarna för juéjù 絕句.

## Den sjustaviga åttaradingen
En sjustavig åttarading utgörs av fyra par av versrader. Varje rad omfattar sju stavelser och har en vilopaus tre stavelser från slutet. Det råder parallellism mellan rad 3 och 4, samt mellan rad 5 och 6. Rimmen ligger i sista stavelsen i rad 2, 4, 6, 8 och oftast även i rad 1. Detta är samma rim i alla dessa rader. Rimschemat är alltså:
xxxx, xxa
xxxx, xxa
xxxx, xxx
xxxx, xxa
xxxx, xxx
xxxx, xxa
xxxx, xxx
xxxx, xxa
Alla rimorden ska ha samma ton (jämn eller sned); sista stavelsen i de orimmade raderna ska ha den motsatta tonen. Det är vanligast att ha jämn ton i rimmen. Tredje stavelsen från slutet i varje rad ska ha den ton som radens sista stavelse inte har. Tonschemat för stavelse 5 och 7 ser alltså oftast ut så här (j betecknar jämn ton, s sned):
xxxx, sxj
xxxx, sxj
xxxx, jxs
xxxx, sxj
xxxx, jxs
xxxx, sxj
xxxx, jxs
xxxx, sxj
Tonen är reglerad även i stavelse 2, 4 och 6 i varje rad. I den första raden alternerar tonen i dessa positioner: antingen j-s-j eller s-j-s. Samma tonväxling som i första raden har man i rad 4, 5 och 8. I rad 2, 3, 6 och 7 har man motsatt tonväxling. Alltså kan ett tonschema för stavelse 2, 4 och 6 se ut så här:
xsxj, xsx
xjxs, xjx
xjxs, xjx
xsxj, xsx
xsxj, xsx
xjxs, xjx
xjxs, xjx
xsxj, xsx
Återstår stavelse 1 och 3. Där får man välja ton helt fritt.
Lägg märke till att tonväxlingen får dikten att framstå som bestående av två strofer, men parallellismerna och rimmen får den att verka enstrofig.

## De övriga typerna av Đường luật
Den femstaviga åttaradingen liknar den sjustaviga men de första två stavelserna i varje rad fattas.
Den sjustaviga fyraradingen och den femstaviga fyraradingen är som de första fyra raderna av motsvarande åttaradiga typ. Parallellism är inte nödvändig men kan förekomma i något av versparen eller i bägge.

## Exempel på Đường luật
Rimorden står i fetstil.
KHÓC ÔNG PHỦ VĨNH TƯỜNG.
(1) Trăm năm ông Phủ Vĩnh Tường ôi!
(2) Cái nợ ba sinh đã trả rồi.
(3) Chôn chặt văn chương ba thước đất,
(4) Tung hê hồ thỉ bốn phương trời.
(5) Cán cân tạo hoá rơi đâu mất,
(6) Miệng túi càn khôn thắt lại rồi.
(7) Hăm bảy tháng trời là mấy chốc,
(8) Trăm năm ông Phủ Vĩnh Tường ôi!
Av Hồ Xuân Hương

GRÅT ÖVER MIN MAKES, PREFEKTENS I VINH TUONG, DÖD.
Ack, min make för evärdlig tid!
Nu har du återgäldat din karmaskuld.
Begravd är din lärdom i tre meter jord,
skjuten är din pil i fyra väderstreck.
Skaparen har låtit äktenskapets våg tippa över,
himmel och jord har knutit åt säcken.
Snart har de tre sorgeåren förflutit.
Ack, min make för evärdlig tid!
Av Ho Xuan Huong

Tonschemat i exemplet följer här. J står för jämn ton, s för sned. Stavelse nr 2, 4 och 6 som bildar ett tonsystem står i fetstil. Stavelse nr 5 och 7 som bildar ett annat system står i kursivstil):
(1) j j j s, s j j
(2) s s j j, s s j
(3) j s j j, j s s
(4) j j j s, s j j
(5) s j s s, j j s
(6) s s j j, s s j
(7) j s s j, j s s
(8) j j j s, s j j